# Veljveličaj
Veljveličaj ili Velvelečaj (azerski: Vəlvələçay) je rijeka u Azerbajdžanu. Duga je 90 km. Izvire na Babadagu, a ulijeva se u Kaspijsko jezero. Narod ovu rijeku također zove Babačaj jer izvire na Babadagu.

## Etimologija
Prvi dio imena, veljveli ili velvele, dolazi iz arapskog te znači veliki šum, krik, a drugi dio imena, čaj, je azerska riječ za rijeku.

## Vanjske poveznice
|  | Zajednički poslužitelj ima još gradiva o temi Veljveličaj |